# 鴨脚克子
鴨脚 克子（いちょう かつこ、文化13年2月（1816年） - 明治16年（1883年）10月5日）は、孝明天皇の女官。

## 生涯
父は加茂社司・鴨脚光陳、母は行事知昌の娘。宮中では能登局、竹命婦と称し、後年は岩瀬と改名した。
京都に生まれ、天保元年（1831年）宮中に出仕し、天保5年（1834年）女蔵人、万延元年（1860年）命婦となった。
文久元年（1861年）庭田嗣子らとともに孝明天皇の皇妹和宮付きとなり、その江戸降嫁に従って江戸城大奥に入った。慶応3年（1867年）帰京を許されて命婦に復帰。
以後は明治天皇に仕え、明治2年（1869年）三命婦、明治4年（1871年）二命婦となるが、明治5年（1872年）宮中改革によって隠居を命じられ、京都に戻った。

## 鴨脚克子が登場する作品
- 和宮様御留（1981年・フジテレビ　演：吉田日出子）
- 大奥（1983年・関西テレビ　演：江美千夏）
- 和宮様御留（1991年・テレビ朝日　演：浅利香津代）
- 大奥（2003年・フジテレビ　演：上田こずえ）
- 篤姫（2008年・ＮＨＫ大河ドラマ　演：宮崎彩子）